# Maison des Tanneurs (Wissembourg)
Pour les articles homonymes, voir Maison des Tanneurs.
La maison des Tanneurs est un monument historique situé à Wissembourg, dans le département français du Bas-Rhin.

## Localisation
Ce bâtiment est situé au 63, rue du Faubourg-de-Bitche à Wissembourg.

## Historique
L'édifice fait l'objet d'une inscription au titre des monuments historiques depuis 1929.

## Architecture

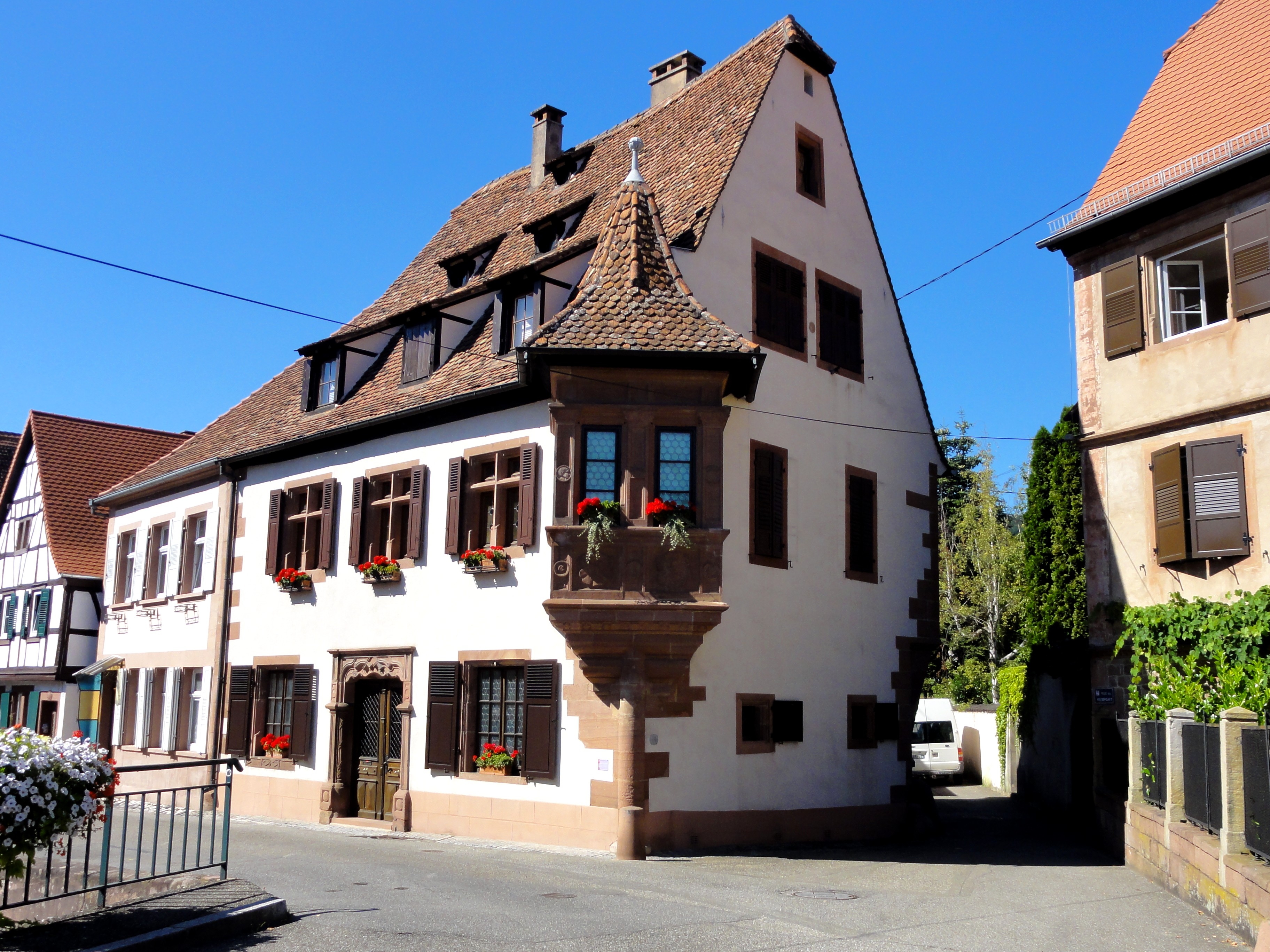
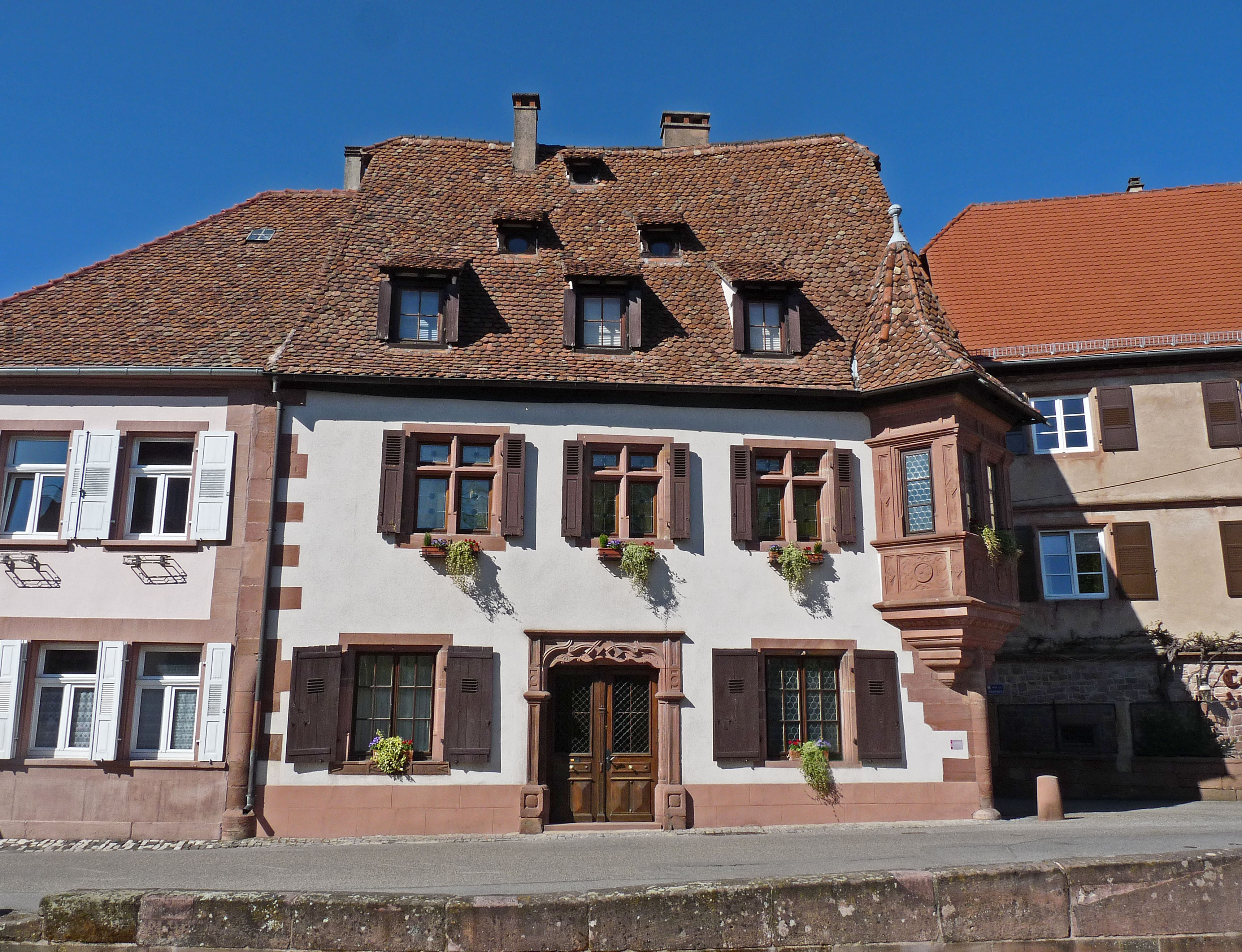